# اليد الصفراء
اليد الصفراء هو برنامج بيئي في تونس يهدف إلى مقاومة التصحر بدأ سنة 1994.

## برامج اليد الصفراء
من البرامج المرسومة في نطاق اليد الصفراء والتي تهم مختلف الجهات بالبلاد التونسية نذكر:
- مقاومة الارمال بتشييد 1600 كم من الطوابي وتعلية 3000 كم أخرى.
- مقاومة الانجراف المائي بتهيئة مليون هكتار من المنحدرات وتشييد ما لا يقل عن 1000 بحيرة جبلية.
- تهيئة المراعي بالقيام بغراسات رعوية على مساحة 600000 هكتار مع تحسين حالة 2,2 مليون هكتار من المراعي الموجودة حاليا.